# Tgang Le Technicien
Gbeklo Florent Kponsenon, dit Tgang Le Technicien ou simplement Tgang, est un chanteur auteur-compositeur-interprète béninois, né le 23 novembre 1995, à Bohicon .

## Biographie

### Enfance
Né le 23 novembre 1995 à Bohicon au Bénin, Gbeklo Florent Kponsenon, alias Tgang, quitte très tôt sa ville natale. C'est à Godomey, quartier de la ville d'Abomey-Calavi qu'il passe la majeure partie de son adolescence.
Parallèlement à ses études, Tgang est passionné de musique depuis son plus jeune âge. Il plonge très rapidement dans l'univers du rap et commence déjà à réaliser ses propres musiques avec quelques amis,.

### Carrière musicale
Fier de représenter les valeurs de son pays, sa carrière prend un tournant musical important en se lançant dans la musique urbaine. Tgang aspire alors à véhiculer des valeurs d'espoir pour la jeunesse béninoise.
En 2018, il sort ses titres Sata et Tchaki, deux titres qui l'ont hissé au rang des artistes espoirs de la musique urbaine béninoise lui permettant ainsi de devenir le « technicien » de la musique urbaine béninoise. Ce pseudo s'explique par le fait que Tgang dispose d'une grande variété de styles musicaux allant du rap, à l'afro-dance all, en passant par l’afro beat et la world Music.
Tgang est un artiste connu pour chanter dans la langue nationale Fongbé, plus communément appelée Fon, qui est la langue majoritairement parlée au Bénin.
En janvier 2024, le clip du titre Agbadjoumon est diffusé sur les chaînes de télévision nationale, où le port de la tenue traditionnelle, appelée Bomba, est hautement valorisé.
Son titre Jugement, atteint les 2 millions de vues sur Youtube en à peine 9 mois et devient l'un des sons les plus écoutés en 2024 au Bénin.
En juin 2025, le nouveau titre de Tgang Soweto est un hommage poignant à l'ancien boxeur international béninois Aristide Sagbo. Sacré neuf fois champion d'Afrique de façon consécutive dans la catégorie super plume, Soweto a marqué toute une nation à travers son art.

## Discographie
- 2018 : Sata
- 2018 : Tchaki
- 2019 : Freestyle 1
- 2019 : Destin (feat Kabir Trey)
- 2019 : Sommet
- 2019 : Freestyle 2
- 2019 : On est ensemble
- 2019 : Ils sont pas prêts
- 2020 : Tieka (feat Credo)
- 2020 : Sétonou (feat Max Le Rouge)
- 2020 : Joyeux anniversaire
- 2020 : Bénédiction
- 2021 : Freestyle 3
- 2021 : Faut chercher
- 2021 : Non sior
- 2021 : Inside Life[8]
- 2021 : Je ne suis pas candidat à la violence
- 2021 : Toi et Moi (feat Crisba & Kardinal Ricky)
- 2022 : Tchité
- 2022 : Non Non Non
- 2022 : Kingo (feat Credo)[9]
- 2023 : TiinTiin
- 2023 : DeMîn
- 2023 : Aklounon
- 2023 : 100 km
- 2023 : Â Mériter
- 2023 : Tout est psychologique (feat Cryx Beatz)
- 2023 : Nou nan min (feat WP BaBaJèJè)
- 2024 : Agbadjoumon
- 2024 : Malédiction (feat Togbe Yeton)
- 2024 : Chouchou (feat Zeynab)
- 2024 : Jugement
- 2024 : Agbon (feat Conex et Don)
- 2024 : Yaweh
- 2025 : Kaka Yi Kaka Sa (feat 2xMG)
- 2025 : Soweto

## Distinctions
- 2022 : Meilleur clip vidéo de l'année, Bénin Top 10 Awards[10]
- 2023 : Meilleur artiste de l'année, Dalah'sh Awards[11]
- 2023 : Meilleur artiste urbain, Benin Showbiz Award[12]
- 2024 : Meilleur artiste de l'année, Benin Celebrities Awards[13]